# Hey Jude
《Hey Jude》是一首披頭四樂隊的歌曲，由保罗·麦卡特尼创作，署名为列侬-麦卡特尼。该谣曲原名为“Hey Jules”，是麦卡特尼为安慰约翰·列侬之子朱利安在他父母离婚期间所作。〈Hey Jude〉开始于由麦卡特尼人声和钢琴组成的主歌-过门结构，之后其他乐器陆续加入。第四段主歌过后，该歌曲在一段长度超过4分钟的尾聲段中淡出。
〈Hey Jude〉于1968年8月作为单曲发行（B面为列侬的“Revolution”），是披头士在苹果唱片旗下发行的第一首单曲。这首歌长达7分多钟，是当时在英国排行榜登顶过的单曲中有史以来最长的。它也在美国排行榜第一的位置上停留了9个星期，是所有披头士冠军歌曲中占据第一时间最长的，并打平了排行榜第一占据时长的记录，该记录在1977年被黛比·布恩的“You Light Up My Life”打破。这首歌已售出近八百万张，经常出现在专业乐评人的史上最伟大歌曲名单中。

## 灵感和创作
1968年，由于约翰·列侬和小野洋子有染，他和妻子辛西娅·列侬分开了。不久之后，保罗·麦卡特尼驾车拜访辛西娅和列侬的儿子朱利安。麦卡特尼说：“我们已经是几百万年的好朋友了，我想他们突然成为了不受歡迎人物（personae non gratae），不再出现在我的生活中，这对他们来说有点太难了。”辛西娅回忆道：“当一天下午保罗单独到来，我真的非常惊讶。他明显关心我们是否过得好，让我很感动……路上他在车里创作了〈Hey Jude〉。我永远不会忘记保罗来看望我们的关切姿态。”
这首歌原来的标题是“Hey Jules”，意图安慰处于父母离婚压力下的朱利安·列侬。麦卡特尼说：“我开始时想‘嘿，朱利斯’，那是指朱利安，别沮丧，唱首悲伤的歌曲，来舒缓自己的心情（don't make it bad, take a sad song and make it better）。嘿，试着接受这个糟糕的事吧。我知道这对他来说很不容易。我总是为离婚中的孩子们感到难过……在到他们家前我有了[这首歌]的点子。我把它改成‘Hey Jude’因为我觉得这样更好听点。”朱利安·列侬直到近二十年后才发现这首歌是写给他的。他记得相比和父亲，自己和麦卡特尼更亲近：“保罗和我曾经常一起相处——比爸爸和我相处的时间长。我们有很棒的友谊，小时候我和保罗一起玩的情境要比我和爸爸一起的情境多得多。”
尽管麦卡特尼是为朱利安写了这首歌，约翰·列侬以为这其实是写给他的：
但我总是把它理解为写给我的歌。如果你这样想……洋子刚刚开始被牵扯进整件事中。他是在说：“嘿，Jude——嘿，约翰（John）。”我知道我听起来像那些过分解读、添油加醋的歌迷，但你可以理解为一首写给我的歌……潜意识中，他在说，去吧，离开我。在有意识的层面上，他不想要我去。
有其他人相信麦卡特尼为他们写了这首歌，包括《每日快報》的记者朱迪丝·西蒙斯（Judith Simons）。还有一些人，包括列侬，推断该歌曲和麦卡特尼与女友简·艾舍结束了一段长期恋情有关，是潜意识中“给他自己的讯息”。事实上，当列侬提及他以为这首歌是关于他的，麦卡特尼否认并告诉列侬这是关于他自己的歌。
作家马克·赫茨嘉德（Mark Hertsgaard）认为“很多歌词的确更像是关于一个成年男子触及到强烈的新爱情，特别是这两句‘you have found her now go and get her’和‘you're waiting for someone to perform with’。”乐评人蒂姆·利雷（Tim Riley）写道“如果这首歌是关于在困难面前的自我价值和自我慰藉，那人声本身的表现传达了这一旅程。他从安慰他人的歌唱开始，然后随着歌曲的进程感情加深，最后在反复的副歌中他自己渐渐坚定，开始相信自己。”
麦卡特尼把标题改为〈Hey Jude〉因为“Jude”这个名字更容易唱。就像创作“Yesterday”时做的那样，麦卡特尼在其他音乐人和朋友面前表演这首歌。Badfinger乐队（当时名为“the Iveys”，是第一支加入披头士拥有的苹果唱片的乐队）的罗恩·格里菲斯（Ron Griffith）回忆他们在录音室的第一天，“保罗走到三角钢琴边说：‘嘿，伙计们，听一下这个’，然后他坐下来像在演唱会上那样完整地表演了‘Hey Jude’。我们目瞪口呆。”
当麦卡特尼把他的新创作介绍给列侬时，说到“the movement you need is on your shoulder”这句，对列侬说“我会再修改一下”。列侬问为什么，麦卡特尼答道“……措辞有点愚蠢；听起来像只鹦鹉”。列侬敷衍道：“没有啊，你知道。那是歌里最好的一句。”麦卡特尼就这样保留了这句歌词，后来说：“……每当我唱到那句时，我会想到约翰，这个时刻有时会让我动情。”

## 录制
1968年7月29日和30日的两个晚上，披头士在阿比路录音室录制了25遍〈Hey Jude〉。但这些大多是排练，因为他们计划用三叉戟录音室的八轨录音设备来完成最后的作品（阿比路录音室仅限于四轨）。7月29日录制的一个版本收录于CD《Anthology 3》中。最终版于7月31日在三叉戟录音。在录音前，披头士的助理及朋友马尔·伊万斯带来了一卡车的大麻植物和一个大茶柜。三叉戟的创立者诺曼·谢菲尔德碰见了他，往茶柜里一看发现其中装满了玉米片和牛排。谢菲尔德对马尔说他们在楼上有个厨房，没必要带食物。然而伊万斯坚持要带大麻植物，说“男孩们”（the boys）想要这些植物让录音室更“柔软”。他们录音了4遍，最终选的是第1遍。这首歌于8月1日完成，加上了额外的录音，包括在歌曲漫长的尾声中加入了一支36人管弦乐队的演奏，由乔治·马丁谱曲。该管弦乐队包含了10把小提琴、3把中提琴、3把大提琴、2把低音提琴（倍大提琴）、2支长笛、2支单簧管、1支低音单簧管、1支低音管、1支低音巴松管、4把小号、2把圆号、4把长号，以及一架打击乐器。1968年8月1日晚上 8 点，管弦乐队抵达三叉戟录音室，为这首传奇歌曲的后半部分录制了背景管弦乐轨道。比尔·杰克曼回忆说：“我们只是一遍又一遍地播放副歌，在长时间的淡出中重复播放这些即兴演奏。” 当天也在场的乔治·马丁的助手克里斯·托马斯回忆说：“三叉戟的录音室又长又窄。当我们进行管弦乐叠录时，我们必须把长号放在最前面，这样他们就不会戳到后面的任何人！” 有意思的是，由于当这些音乐家到达时，磁带的所有八个轨道都已填满，管弦乐队的演奏只能被录制在第三和第六轨道上。这意味着约翰和乔治在第三轨道和第六轨道上的电吉他将会被抹去，并用这些管弦乐轨道进行重新叠加。歌曲后半部分保罗兴奋的尖叫和即兴唱的内容都被大大削弱了，不过这些仍然在2009年的重置版中隐约的听到。由于需要管弦乐队，整个副歌部分都缺少贝斯，在专辑版本中，整首歌的贝斯部分都不是非常明显，在2006年的Love版的后半部分中，贝斯的效果被大大的提升了。
作为本部分的配音。据诺曼·谢菲尔德说，当时有许多纠纷。“我觉得一些乐手看不起披头士乐队。保罗意识到后立即针锋相对地说：‘你们这些家伙他妈的想不想拿钱了？’那样让他们专注了不少……他们很快就没问题了。”在最初的几遍录音中，麦卡特尼不满意管弦乐队投入的能量和激情。于是他站在三角钢琴上开始指挥他们。在加入伴唱时，披头士问管弦乐队成员是否能拍手并在尾声阶段跟唱，大部分人同意了（费用翻倍），但一人拒绝了，据说他说：“我可不打算拍手并唱保罗·麦卡特尼那该死的歌！”
林戈·斯塔尔几乎错过了击鼓时机。他去了厕所，其他披头士成员没有注意到，乐队就这样开始了录音。1994年，麦卡特尼说：“林戈走出去上厕所，我没注意到。厕所离他的鼓只有几码远，但他经过了我背后，我以为他依然在位置上。我开始了录音，就是最后采用的那一遍，〈Hey Jude〉在鼓声出现前要唱很长时间。当我在唱的时候，突然感觉到林戈从我背后踮着脚尖迅速走过，试图赶到鼓边。他刚就位，梆梆梆，他的时机把握绝对是无可指摘。”

## 宣传
披头士可能从未将“Hey Jude”带到现场演出中，但他们确实于 1968 年 9 月 4 日在伦敦的特威克纳姆电影制片厂对这首歌进行了非常引人注目的半现场表演。以一部宣传片的形式在视觉上向全世界展示这首歌。
这部电影的最初想法是由电影剪辑师罗伊·本森（Roy Benson）提出的，类似于从 1980 年代 MTV 时代开始的音乐视频。罗伊·本森刚刚与披头士乐队合作了他们的“Hello Goodbye”宣传片以及“Magical Mystery Tour”，而这一次，视频的拍摄方式改为更直接的歌曲模拟现场表演。
导演迈克尔·林赛-霍格（Michael Lindsay-Hogg）被聘请以拍摄〈Hey Jude〉和它的 B 面《革命》，他在1969年也参与拍摄了电影《顺其自然》，在2021被重制为迪士尼的电视剧集披头士乐队：回归。这两部视频都在同一天拍摄。林赛-霍格之前曾在两年前与披头士合作并拍摄过他们的“平装书作家”和“雨”的宣传视频，所以这次他是导演的自然人选，他可以在相对较短的时间内获得。披头士乐队于下午 1 点 30 分进入特威克纳姆工作室的第一阶段，开始创作这两首歌曲，并一直持续到晚上。
在拍摄上，乐队在前三天安排将林戈的鼓放在最高平台上，约翰和乔治坐在他下面弹吉他（约翰在他的 Epiphone Casino 上，乔治在 Fender VI六弦贝斯吉他）和保罗在立式钢琴的地板上。在这段录像中实际上并没有现场演奏任何乐器，控制室播放之前录制的录音室版本以供他们模仿。他们将麦克风连接到了控制室，这样可以让保罗和其他人在之前录制的歌曲的基础上即兴演唱，这同时也满足了英国的音乐家联盟，他们不允许电视表演中存在假装演唱的现象。
在这部宣传片的拍摄期间，还有一个 36 人的管弦乐队穿着白色燕尾服来模拟歌曲后半部分的弦乐，尽管这些音乐家在这一天并没有实际演奏。另外估计有 300 名临时演员在歌曲的后半部分也进行了出演，在其中一个镜头中，列侬朝着观众区挥手示意，他们便冲进镜头并加入演唱副歌。这群人代表着不同国籍和不同的年龄组。在马克·刘易森的著作《The Complete Beatles Chronicle》中提到 “录音师工作人员在附近散发传单并招募了这些路人，但也有人表示这些“路人”是在最近的一次录音过程中，马尔·埃文斯邀请的在 EMI 录音室外聚集在一起的粉丝。

## 参与者
- 保罗·麦卡特尼 – 主唱、钢琴、電贝斯
- 约翰·列侬 – 背景和声、原聲吉他
- 乔治·哈里森 – 背景和声、电吉他
- 林戈·斯塔尔 – 背景和声、爵士鼓、鈴鼓
- 未记名 – 10把小提琴、3把中提琴、3把大提琴、2把低音提琴（倍大提琴）、2支长笛、2支单簧管、1支低音單簧管、1支低音管、1支低音巴松管、4把小号、2把圆号、4把长号，以及一架打击乐器。EMI的档案不记录录音室乐手的名字，但可知的是其中一名大提琴手为Bobby Kok，其中两名长笛手为Bill Jackman和Brian Warren，前者曾在“麦当娜女士”中演奏次中音萨克斯”。

参与人员依据Ian MacDonald和Mark Lewisohn。

## 体育
在2012年7月27日舉辦的2012年伦敦奥运会開幕式上，70歲的麥卡尼率領全體觀眾演唱此歌作為典禮壓軸曲。

## 榜单成绩

### 周榜单
| 榜单（1968-1969年）                  | 最高 排位 |
| ------------------------------------ | --------- |
| 澳大利亚（肯特音乐报导）             | 1         |
| 澳大利亚（Go-Set国家四十强单曲榜）   | 1         |
| 奥地利（Ö3四十强单曲榜）             | 1         |
| 比利时佛兰德（Ultratop五十强单曲榜） | 1         |
| 加拿大（《RPM》热门单曲榜）          | 1         |
| 丹麦                                 | 1         |
| 芬兰                                 | 2         |
| 法国（法國唱片出版業公會）           | 1         |
| 愛爾蘭（愛爾蘭唱片音樂協會单曲榜）   | 1         |
| 意大利（意大利音乐产业联盟）         | 4         |
| 日本（公信榜国际榜）                 | 1         |
| 日本（公信榜单曲榜）                 | 5         |
| 荷兰（荷蘭四十強單曲榜）             | 1         |
| 荷兰（百强单曲榜）                   | 1         |
| 新西兰（新西兰音乐录制协会）         | 1         |
| 挪威（世道單曲榜）                   | 1         |
| 波兰                                 | 2         |
| 西班牙（西班牙音樂製作協會）         | 1         |
| 瑞典                                 | 1         |
| 瑞士（瑞士热门音乐榜）               | 1         |
| 英國（官方榜单公司單曲榜）           | 1         |
| 美国（《告示牌》百强单曲榜）         | 1         |
| 美国（《收银机》）                   | 1         |
| 美国（唱片世界）                     | 1         |
| 南斯拉夫（Džuboks）                  | 1         |

| 年份   | 榜单                                 | 最高 排位 |
| ------ | ------------------------------------ | --------- |
| 1976年 | 荷兰（荷蘭四十強單曲榜）             | 20        |
| 1976年 | 荷兰（百强单曲榜）                   | 16        |
| 1976年 | 英國（官方榜单公司單曲榜）           | 12        |
| 1988   | 英國（官方榜单公司單曲榜）           | 52        |
| 2010年 | 比利时法兰德斯（Ultratop回顾单曲榜） | 4         |
| 2010年 | 荷兰（百强单曲榜）                   | 59        |
| 2010年 | 英國（官方榜单公司單曲榜）           | 40        |
| 2011   | 荷兰（百强单曲榜）                   | 99        |
| 2012年 | 日本熱門100金曲榜                    | 53        |
| 2012年 | 法国（法國唱片出版業公會單曲榜）     | 174       |

| 榜单（1968年）                         | 排位 |
| -------------------------------------- | ---- |
| 澳大利亞（肯特音樂報導）               | 1    |
| 澳大利亞（Go-Set國家四十強單曲榜）     | 23   |
| 奧地利（Ö3四十強單曲榜）               | 6    |
| 比利時法蘭德斯（Ultratop五十強單曲榜） | 11   |
| 加拿大（《RPM》熱門單曲榜）            | 1    |
| 義大利（義大利音樂產業聯盟）           | 31   |
| 荷蘭（荷蘭40強單曲榜）                 | 4    |
| 瑞士（瑞士熱門音樂榜）                 | 8    |
| 英國（官方榜單公司單曲榜）             | 1    |
| 美國（《告示牌》百強單曲榜）           | 1    |
| 美國（《收銀機》）                     | 1    |

| 榜单（1969年）                     | 排位 |
| ---------------------------------- | ---- |
| 澳大利亞（Go-Set國家四十強單曲榜） | 35   |

### 全时段榜单
| 榜单                         | 排位 |
| ---------------------------- | ---- |
| 美國（《告示牌》百強單曲榜） | 10   |